# Джим Гіббонс
Джеймс Артур «Джим» Гіббонс (англ. James Arthur «Jim» Gibbons; нар. 16 грудня 1944, Спаркс, Невада) — американський політик-республіканець, геолог та гідролог. Губернатор штату Невада з 2007 по 2011.
Він перервав навчання в Університеті Невади задля участі у В'єтнамській війні (ВПС США) з 1967 по 1971. Закінчив Школу права Південно-Західного університету у Лос-Анджелесі і Університет Південної Каліфорнії. Він брав участь у Війні в Перській затоці як заступник командира Військово-повітряної гвардії штату Невада. Гіббонс працював адвокатом і пілотом Western Airlines і Delta Air Lines.
Був членом Законодавчих зборів Невади з 1989 по 1993. Він був кандидатом у губернатори у 1994 році, але програв демократу Бобу Міллеру. Входив до Палати представників США з 1997 по 2006.
Гіббонс є членом Церкви Ісуса Христа Святих останніх днів. Його дружина, Дон Гіббонс, належить до пресвітеріанства. Має трьох дітей.